# Willemsspoortunnel
Willemsspoortunnel – tunel kolejowy w Rotterdamie o długości 2796 m. Posiada cztery tory, a wewnątrz tunelu znajduje się podziemna stacja Rotterdam Blaak. Rozpoczyna się w centrum Rotterdamu, w okolicy ulicy Pompenbrug, a kończy przy Burgdorfferstraat, niedaleko stacji Rotterdam Zuid. Przebiega m.in. pod rzeką Nową Mozą oraz wyspą Noordereiland.
Budowa tunelu rozpoczęła się w kwietniu 1987 roku, a uroczyste oddanie do eksploatacji z udziałem królowej Beatrycze nastąpiło 15 września 1993 roku (chociaż prace trwały jeszcze przez kolejne trzy lata). Odcinek przebiegający pod Nową Mozą wybudowano metodą zanurzeniową, pozostałe fragmenty powstały metodą odkrywkową. Tunel zastąpił estakadę Luchtspoor, a także mosty Willemsspoorbrug i De Hef (estakadę oraz most Willemsspoorbrug następnie rozebrano, nietypowy most podnoszony De Hef zachowano jako zabytek).